# 6 uur van Mexico
De 6 uur van Mexico is een race uit het FIA World Endurance Championship. De race vindt plaats op de Autódromo Hermanos Rodríguez. De eerste editie vond in 1974 plaats, en de eerste race in het kader van het WEC werd in 2016 gehouden.

## Geschiedenis
De 6 uur van Mexico werd in 1974 voor het eerst gehouden als een race op de kalender van het IMSA GT Championship onder de naam 1000 kilometer van Mexico. Binnen dit kampioenschap was het de enige editie van de race.
In 1989 werd het evenement nieuw leven ingeblazen als een ronde van het World Sportscar Championship. De race vond driemaal plaats: twee keer over een lengte van 480 kilometer en eenmaal over een lengte van 430 kilometer. In 1992 stond het oorspronkelijk op de kalender, maar het kampioenschap bevond zich in zwaar weer en de race werd geschrapt.
In 2016 en 2017 werden er weer twee edities georganiseerd in het kader van het FIA World Endurance Championship onder de naam 6 uur van Mexico.

## Winnaars
| Jaar                           | Winnaars                                           | Team                           | Auto                           | Afstand                        | Verslag                        |               |
| 1000 kilometer van Mexico-Stad | 1000 kilometer van Mexico-Stad                     | 1000 kilometer van Mexico-Stad | 1000 kilometer van Mexico-Stad | 1000 kilometer van Mexico-Stad | 1000 kilometer van Mexico-Stad |               |
| ------------------------------ | -------------------------------------------------- | ------------------------------ | ------------------------------ | ------------------------------ | ------------------------------ | ------------- |
| 1974                           | Fred van Beuren jr. Héctor Rebaque Guillermo Rojas | Héctor Rebaque, Sr.            | Porsche Carrera                | 1000 km                        | Verslag                        |               |
| 1975- 1988                     | Niet gehouden                                      | Niet gehouden                  | Niet gehouden                  | Niet gehouden                  | Niet gehouden                  | Niet gehouden |
| 480 kilometer van Mexico       |                                                    |                                |                                |                                |                                |               |
| 1989                           | Jochen Mass Jean-Louis Schlesser                   | Team Sauber Mercedes           | Sauber-Mercedes C9             | 481,889 km                     | Verslag                        |               |
| 1990                           | Jochen Mass Michael Schumacher                     | Team Sauber Mercedes           | Mercedes-Benz C11              | 481,889 km                     | Verslag                        |               |
| 430 kilometer van Mexico-Stad  |                                                    |                                |                                |                                |                                |               |
| 1991                           | Yannick Dalmas Keke Rosberg                        | Peugeot Talbot Sport           | Peugeot 905 Evo 1B             | 433,258 km                     | Verslag                        |               |
| 1992- 2015                     | Niet gehouden                                      | Niet gehouden                  | Niet gehouden                  | Niet gehouden                  | Niet gehouden                  | Niet gehouden |
| 6 uur van Mexico               |                                                    |                                |                                |                                |                                |               |
| 2016                           | Timo Bernhard Brendon Hartley Mark Webber          | Porsche Team                   | Porsche 919 Hybrid             | 989,92 km                      | Verslag                        |               |
| 2017                           | Earl Bamber Timo Bernhard Brendon Hartley          | Porsche Team                   | Porsche 919 Hybrid             | 1032,96 km                     | Verslag                        |               |